# هاري داهل
هاري داهل هو لاعب كرة قدم سويدي، ولد في 1902 في لاندسكرونا في السويد، وتوفي في 2 ديسمبر 1986. لعب مع نادي هلسينغبورغ.

## وصلات خارجية
- هاري داهل على موقع اتحاد السويد (السويدية)
- هاري داهل على موقع قاعدة بيانات كرة القدم.إي يو (الإنجليزية)
- هاري داهل على موقع عالم كرة القدم.نت (الإنجليزية)